# Radarbild

Animierte Radarbilder eines Regengebietes über Deutschland

Ein Radarbild ist ein zweidimensionales Bild der physikalischen Eigenschaften eines Objektes, seiner Entfernung oder seiner Geschwindigkeit. Es wird durch Abtastung des Objektes mit elektromagnetischen Wellen erzeugt, die durch ein Radarsender ausgesendet und deren Reflexionen durch einen Radarempfänger wieder empfangen werden. Die im Bild dargestellten Grauwerte oder Farbtöne werden beispielsweise aus der Intensität des rückgestreuten Radarsignals, aus seiner Laufzeit (Entfernungsbild) oder seiner Frequenzverschiebung (Radar-Doppler-Bild) berechnet. Beliebige Kombinationen können durch Bildsynthese aus den Rohdaten erzeugt werden.

## Anwendungen
Typische Anwendungen für Radarbilder liegen in der Wetterbeobachtung oder in der Überwachung von Luft- und Seeverkehr. In der Radarastronomie werden Bilder der Planeten und anderer Himmelskörper des Sonnensystems erzeugt. Bei der Venus, deren Atmosphäre für die meisten Lichtwellenlängen undurchdringlich ist, sind Radarbilder bisher die einzige Fernerkundungsmöglichkeit ein Bild der Planetenoberfläche zu gewinnen.

Beispiele von Radarbildern
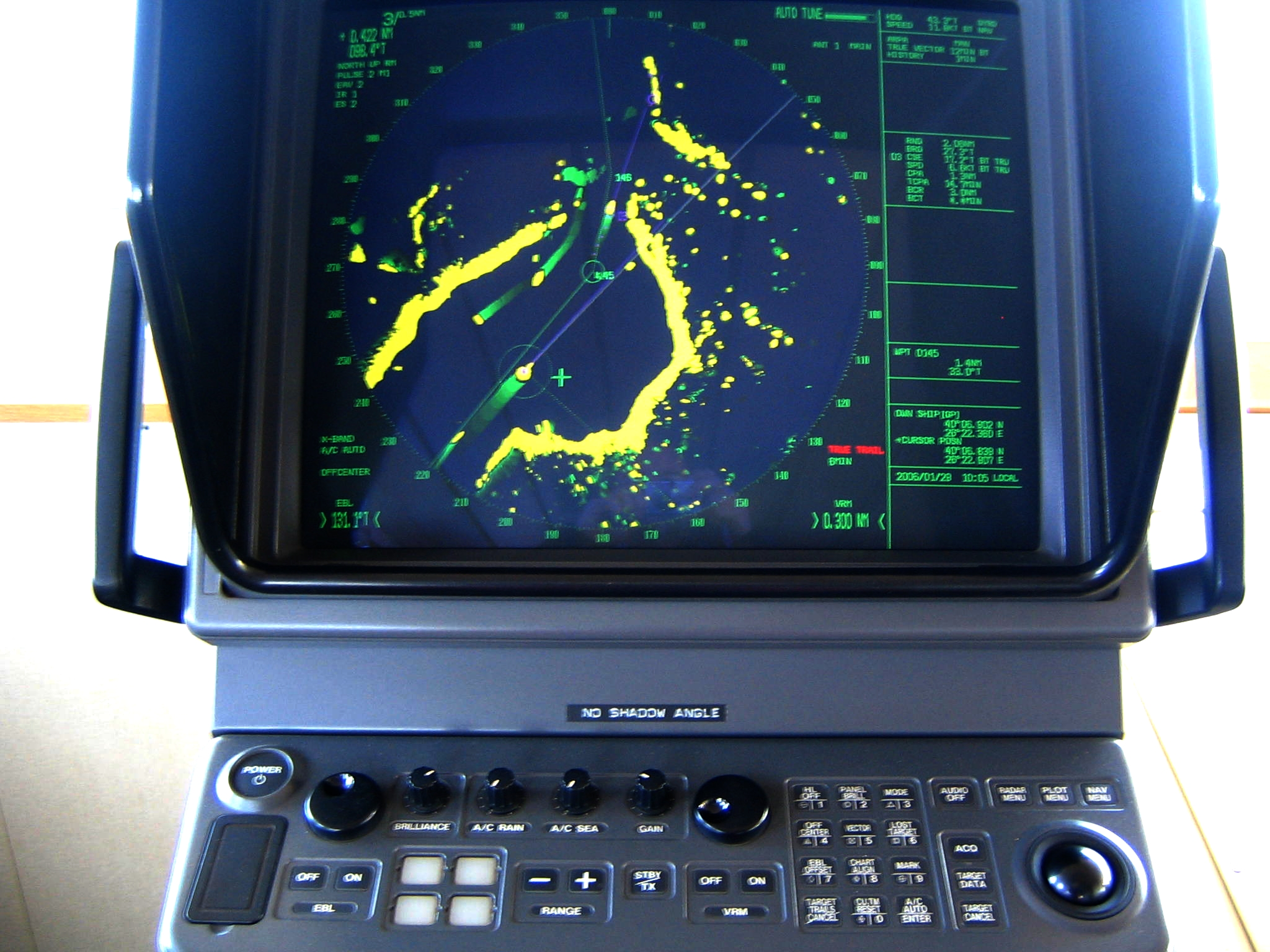
Schiffsradar
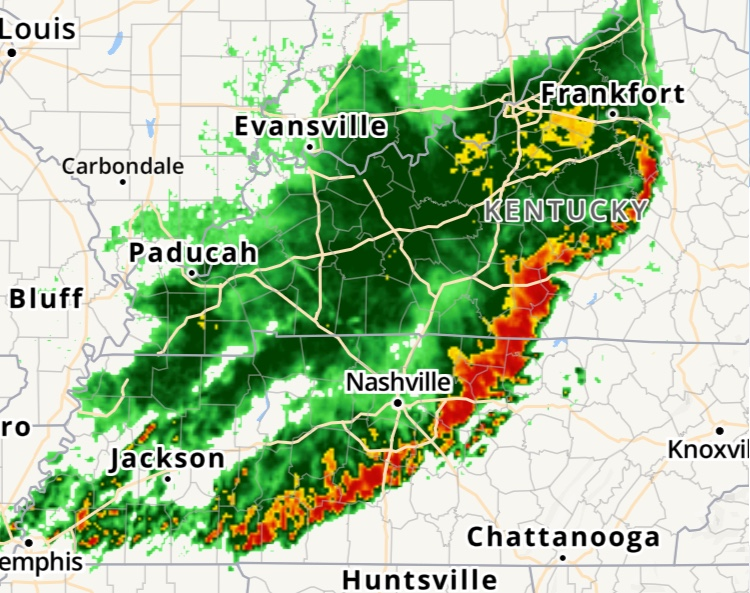
Sturmfront auf einem Wetterradar
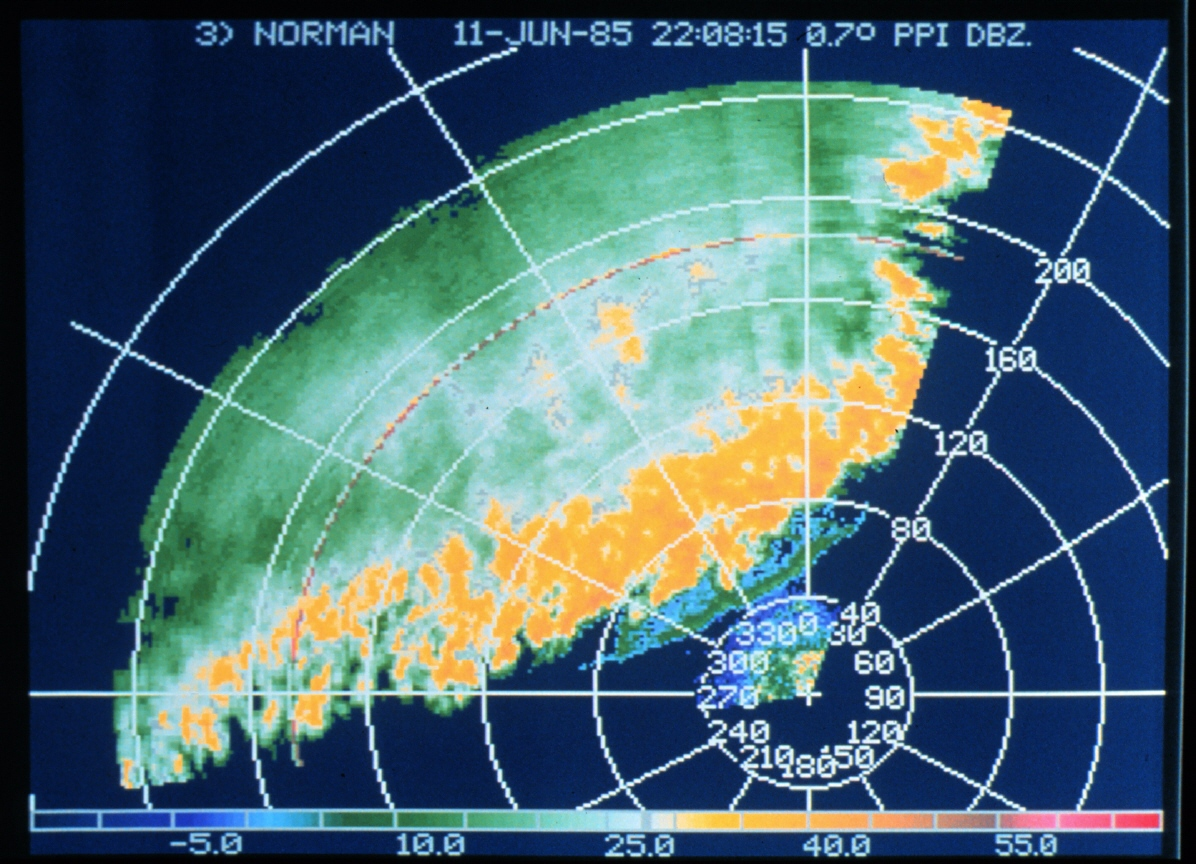
Radar-Doppler-Bild einer Sturmfront
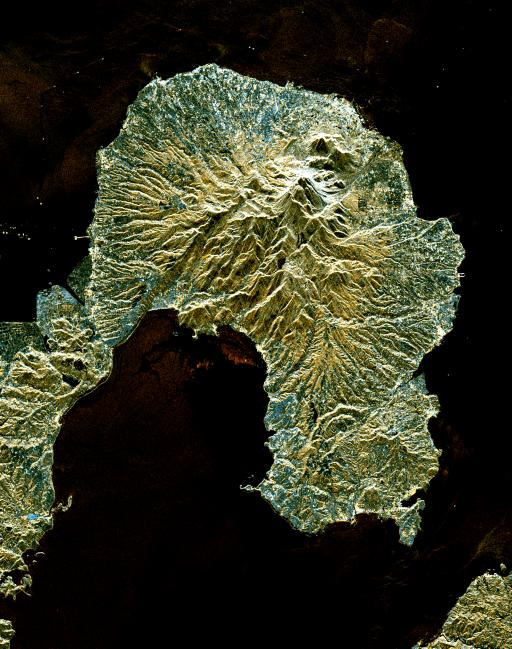
Radartopographie des Vulkans Unzen
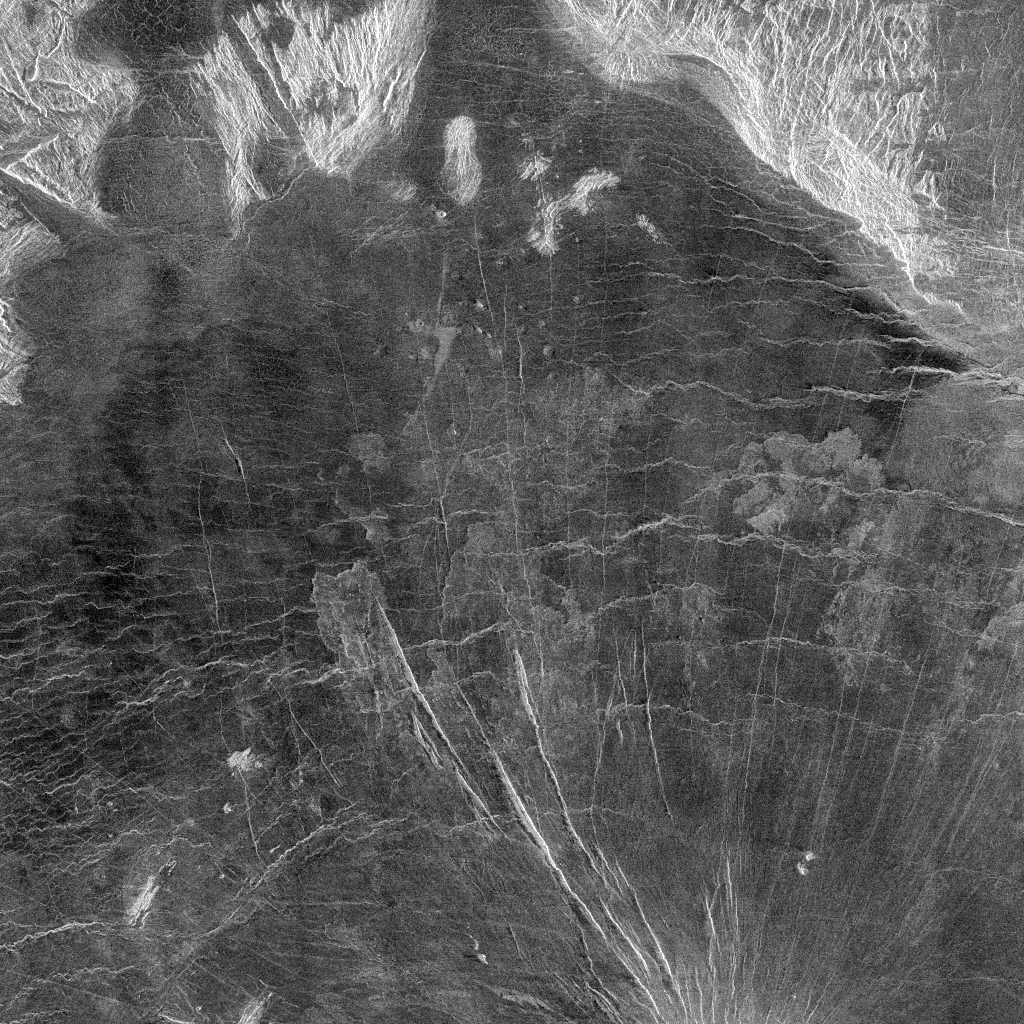
Astronomisches Radarbild der Venus (Venera 10)